# Gorontalo-Mongondow-Sprachen
Die Gorontalo-Mongondow-Sprachen bilden einen Zweig der philippinischen Sprachen der malayo-polynesischen Sprachen innerhalb der Austronesischen Sprachen. Die Gruppe von sieben Sprachen wird in Gorontalo und Nordsulawesi gesprochen.
Einzelsprachen sind:
- Gorontalo: Bolango, Buol, Bintauna, Gorontalo, Kaidipang, Lolak, Suwawa
- Mongondow: Mongondow, Ponosakan

Adelaar und Himmelmann (2005) sehen Gorontalo in der Gruppe der zentral-philippinischen Sprachen.